# Life Between the Exit Signs
Life Between the Exit Signs från 1968 är ett musikalbum med Keith Jarrett Trio med Charlie Haden och Paul Motian. Albumet spelades in i maj 1967 i Atlantic Recording Studios, New York.
Musiken är starkt påverkad av Ornette Coleman och Bill Evans. Jarrett hade länge beundrat båda, Haden hade spelat med Coleman och Motian med Evans.

## Låtlista
All musik är skriven av Keith Jarrett om inget annat anges.
1. Lisbon Stomp – 6:06
2. Love No. 1 – 6:17
3. Love No. 2 – 4:32
4. Everything I Love (Cole Porter) – 4:33
5. Margot – 3:45
6. Long Time Gone (But Not Withdrawn) – 4:55
7. Life Between the Exit Signs – 6:53
8. Church Dreams – 6:17

## Medverkande
- Keith Jarrett – piano
- Charlie Haden – bas
- Paul Motian – trummor